# IAR-12
IAR 12 là một mẫu máy bay tiêm kích-huấn luyện được thiết kế trước Chiến tranh thế giới II.

## Quốc gia sử dụng
Romania
- Không quân Hoàng gia Romania

## Tính năng kỹ chiến thuật (IAR 12)
Dữ liệu lấy từ 
Đặc điểm tổng quát
- Kíp lái: 1
- Chiều dài: 7.2 m (24 ft 7 in)
- Sải cánh: 11.70 m (38 ft 5 in)
- Chiều cao: 3.5 m (12 ft 6 in)
- Diện tích cánh: 19.8 m2 (213.13 ft2)
- Trọng lượng rỗng: 1150 kg (2535 lb)
- Trọng lượng có tải: 1.540 kg (3395 lb)
- Powerplant: 1 × IAR LD 450, 340 kW (450 hp)

Hiệu suất bay
- Vận tốc cực đại: trên mực nước biển 294 km/h (183 mph)
- Thời gian bay: 2 giờ  10 phút
- Trần bay: 7.900 m (25.915 ft)

Vũ khí trang bị
- 2 x súng máy Vickers 7,7 mm